# Герб на Украйна
Гербът на Украйна представлява син щит, на който е изобразен златен тризъбец – древен символ на славянските племена, населявали земите на днешна Украйна, а по-късно станал символ на Киевска Рус. Малката форма на герба на Украйна е приета на 19 февруари 1992 година.

## История

### Киевска Рус
При сключването на договор между киевския княз Игор I (912 – 945) и Византия пратениците на княза го утвърдили с малък печат, на който е имало изобразен тризъбец. Впоследствие тризъбецът станал символ на княжеската власт в Киевска Рус. Той бивал изобразяван на печати, монети, съдове, стенописи. Киевският княз Владимир I (980 – 1015) първи започва да сече монети, от едната страна на които е изобразен ликът на владетеля, а на другата – държавният символ – тризъбецът.

### Самостоятелна държава – УНР
След Февруарската революция въпросът за цветовете на националното знаме на Украйна се решил бързо, но не така стояли нещата около герба на страната. На манифестациите по време и след революцията по улиците на Киев e могло да се видят няколко герба, които участниците в шествията се опитват да представят като символи на Украйна: златен лъв на син фон, комбиниран герб с лъв и архангел, казак с мускет, златен едноглав орел на син фон, и дори турски полумесец със звезди и кръст над тях.
След провъзгласяването на Украинската народна република (УНР) през ноември 1917 година е създадена хералдико-флагова комисия. В процеса на работа на тази комисия се оформили два подхода. Привържениците на първия – историческия подход, настоявали, че за герб на страната трябва да се утвърди един от историческите символи на страната (тризъбец, архангел, златен лъв или казак с мускет). Представителите на втория подход се обявили за нов символ, който да отразява новата система.
След дълги разногласия на 22 март 1918 година е приет тържественият и малък герб на УНР, както и държавният печат на страната. И двата герба представлявали тризъбец, около който са изобразени маслинови клонки – символ на националното съгласие и в държавата и мира със съседите.
През април 1918 година след смяна на властта към герба на Украйна е добавен и старият символ – казак с мускет, а след анулирането на Брест-Литовския договор така наречените Директории също използвали за национален герб тризъбеца.

### Украинска ССР
След установяването на съветска власт националните символи са обявени за „буржоазно-националистически“. На 10 март 1919 година Третата Всеукраинска сесия на Съветите приема и първата конституция на Украинската ССР, според която гербът на страната представлява щит, на който са изобразени изгряващо слънце. Върху лъчите на слънцето са изобразени сърп и чук. На червена лента под щита на украински и руски език е изписан лозунгът: „Пролетарии от всички страни, съединявайте се!“. Щитът е окръжен от пшенични класове. През 1949 година над щита се добавя петолъчна звезда и надпис на средната част от лентата: „Украінська РСР“. Тези добавки се налагат, тъй като гербът на Украинската ССР не се отличава много от гербовете на другите съветски републики.
- Герб на Украинската ССР 1919 – 1937
- Герб на Украинската ССР 1937 – 1949
- Герб на Украинската ССР 1950 – 1991

### Независима Украйна
След обявяването на независимостта на Украйна през 1991 година старите социалистически символи са премахнати и на 19 февруари 1992 Върховната Рада на страната утвърждава тризъбеца като национален символ и герб на страната. През 2002 година президентът на Украйна внася законопроект за голяма форма на герба на страната, който е предвиден и описан от Конституцията на Украйна: на син щит е изобразен златният знак на княз Владимир I (тризъбец), а от двете му страни има щитоносци: отдясно – казак с мускет (историческия герб на Запорожката войска), а отляво – коронован златен лъв (историческият герб на Галицко-Волинското княжество), над щита – княжески венец (корона); под щита – преплетени с грозде пшенични класове и синьо-жълта лента.
Проектът за голяма форма на украинския герб е създаден още през 1996 година от авторски колектив при Института по история на Украинската народна академия на науките (УНАН). Но въпреки многото опити за приемането му така и не е утвърден и гласуван във Върховната Рада (законът за голямата форма на герба е одобрен от Министерския съвет на Украйна още през 2000).